# Parc Frédéric-Pic
Le Parc Frédéric-Pic est un espace vert situé à Vanves. C'est le principal parc de la ville.

## Accès et Horaires
L'entrée principale est située place du Président-Kennedy, anciennement place Falret. D'autres accès se trouvent rue Larmeroux, rue Jean-Baptiste-Potin et avenue du Parc.
Le parc est desservi par la gare de Vanves - Malakoff, sur la ligne de Paris-Montparnasse à Brest.
Ses horaires au 30 avril 2025 sont les suivants :
- Décembre/janvier : 7h-17h30
- Février/mars : 7h-18h
- Avril/mai/septembre : 7h-20h
- Juin/juillet/août : 7h-21h
- Octobre : 7h-19h

## Description

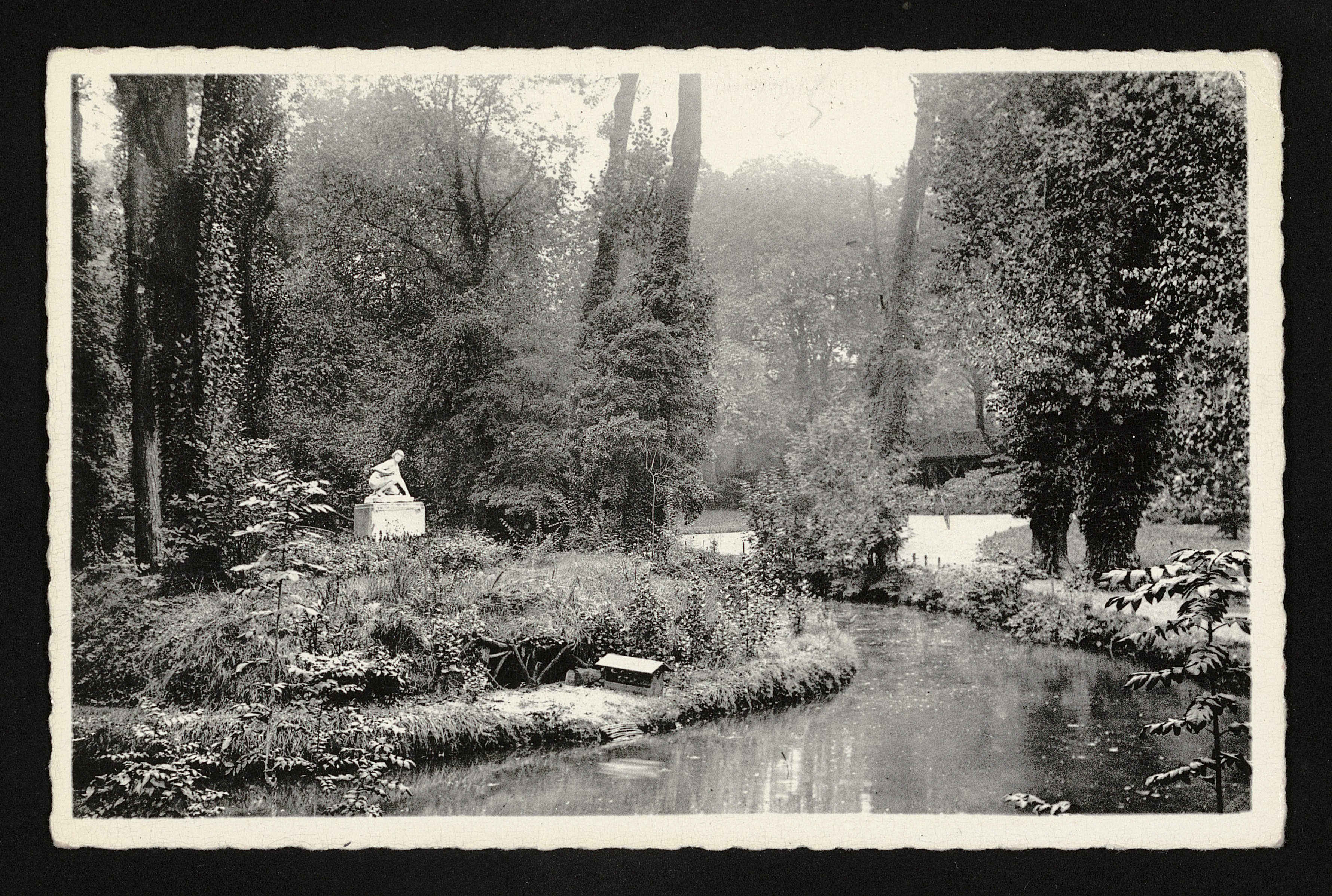
Parc Falret - La pièce d'eau.

Depuis 1971, le parc est orné d'une statue de Michel Serraz, une tête monumentale en bronze  intitulée «F. Pic».

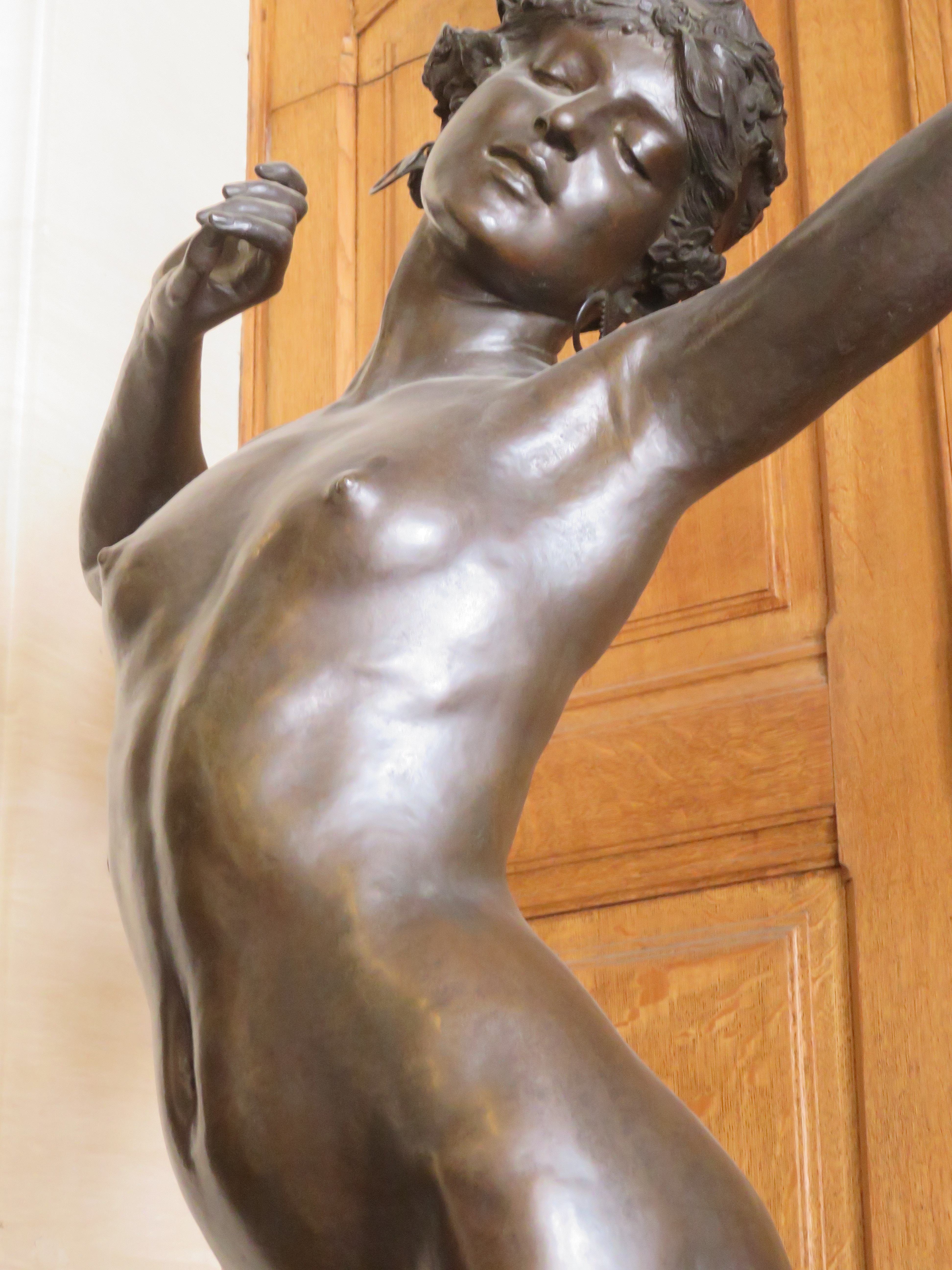
Nonia, danseuse à Pompéï, 1915, détail.

Une statue de Paul Roussel, Nonia, danseuse à Pompéï ou Fleur du Vésuve, créée en deux exemplaires. L'un fut installé dans le parc en 1939, mais comme de nombreuses autres statues de bronze, elle fut fondue pendant la seconde guerre mondiale du fait de la mobilisation des métaux non ferreux. L'autre exemplaire fut placé à Vanves dans l'appartement du préfet.

## Historique

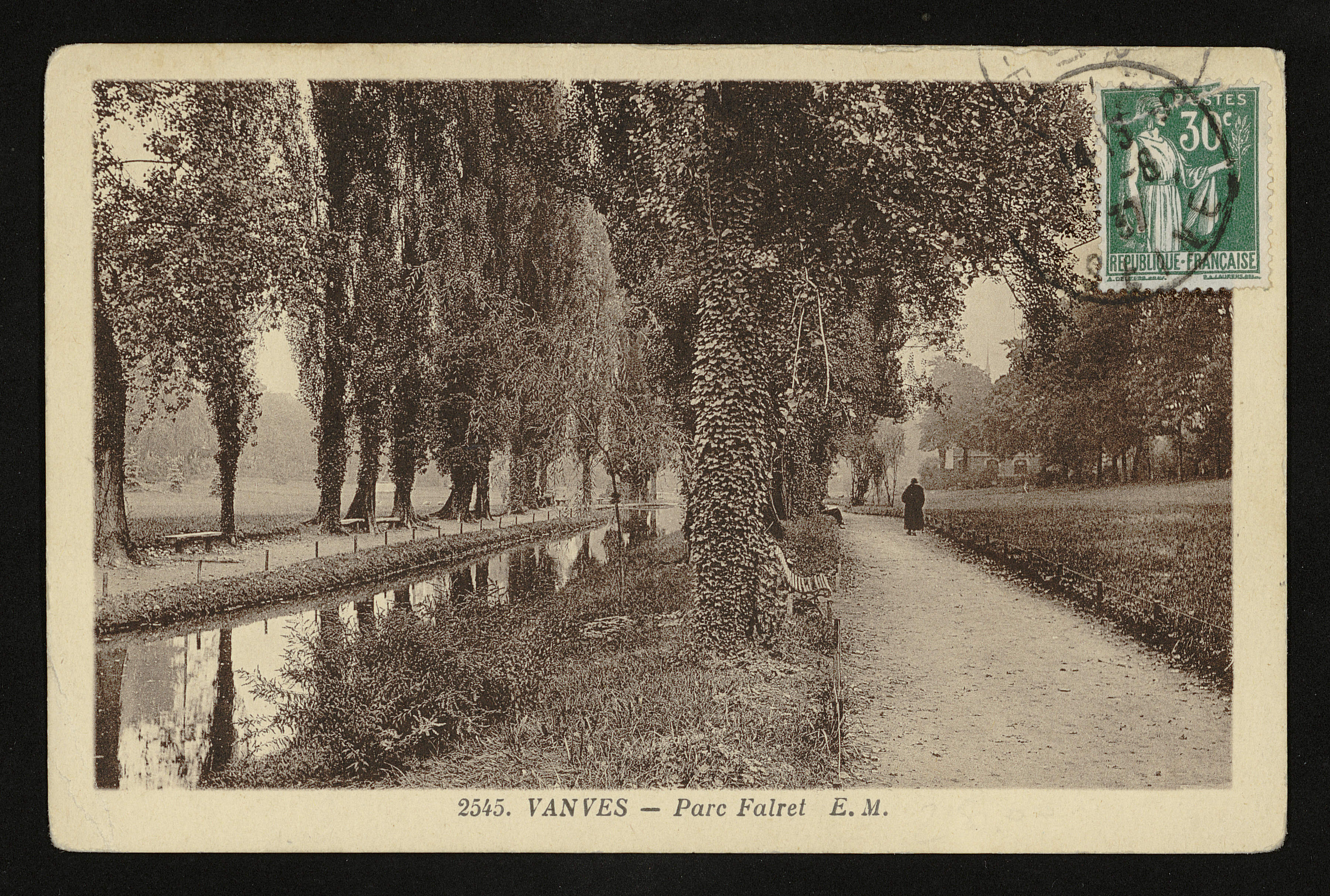
Carte postale - Vanves - Parc Falret.

Il s'agissait à l'origine de la demeure de la duchesse de Mortemart, établie autour de 1750. Ce domaine fut vendu en 1792 comme bien national.
La propriété fut acquise en 1820 par Félix Voisin. En 1822, Félix Voisin et Jean-Pierre Falret y fondérent une maison de santé. Vingt-sept pavillons indépendants y furent édifiés, suivant le modèle du Cottage system.
Une glacière y fut transformée en chapelle.
Le parc en fut racheté en 1933 par la ville, qui en fit le parc Falret. Des aménagements, dont une île artificielle sur l'étendue d'eau, furent réalisés par l'architecte Maurice Payret-Dortail.
En 1962, il fut renommé en hommage à Frédéric Pic, maire de la ville.